# Horní Povelice
Horní Povelice (německy Ober Paulowitz) je malá vesnice, část obce Liptaň v okrese Bruntál. Nachází se asi 4 km na východ od Liptaně.
Horní Povelice je také název katastrálního území o rozloze 4,89 km². Na tomto katastrálním území se nacházejí dvě železniční zastávky: Dívčí Hrad a Horní Povelice.

## Historie
První písemná zmínka o obci pochází z roku 1389.

## Vývoj počtu obyvatel
Počet obyvatel Horních Povelic (včetně Nových Povelic) podle sčítání nebo jiných úředních záznamů:
| Rok            | 1869 | 1880 | 1890 | 1900 | 1910 | 1921 | 1930 | 1950 | 1961 | 1970 | 1980 | 1991 | 2001 |
| -------------- | ---- | ---- | ---- | ---- | ---- | ---- | ---- | ---- | ---- | ---- | ---- | ---- | ---- |
| Počet obyvatel | 402  | 395  | 393  | 412  | 369  | 332  | 351  | 171  | 150  | 99   | 80   | 60   | 31   |

1. ↑  z toho: Horní Povelice 294, Nové Povelice 57
2. ↑  z toho: 0 Čechoslováků, 350 Němců; 348 řím. kat., 3 evang.

V Horních Povelicích je evidováno 40 adres, vesměs čísla popisná (trvalé objekty). Při sčítání lidu roku 2001 zde bylo napočteno 39 domů, z toho 16 trvale obydlených.

## Pamětihodnosti
- Kaple Panny Marie Pomocné

## Galerie

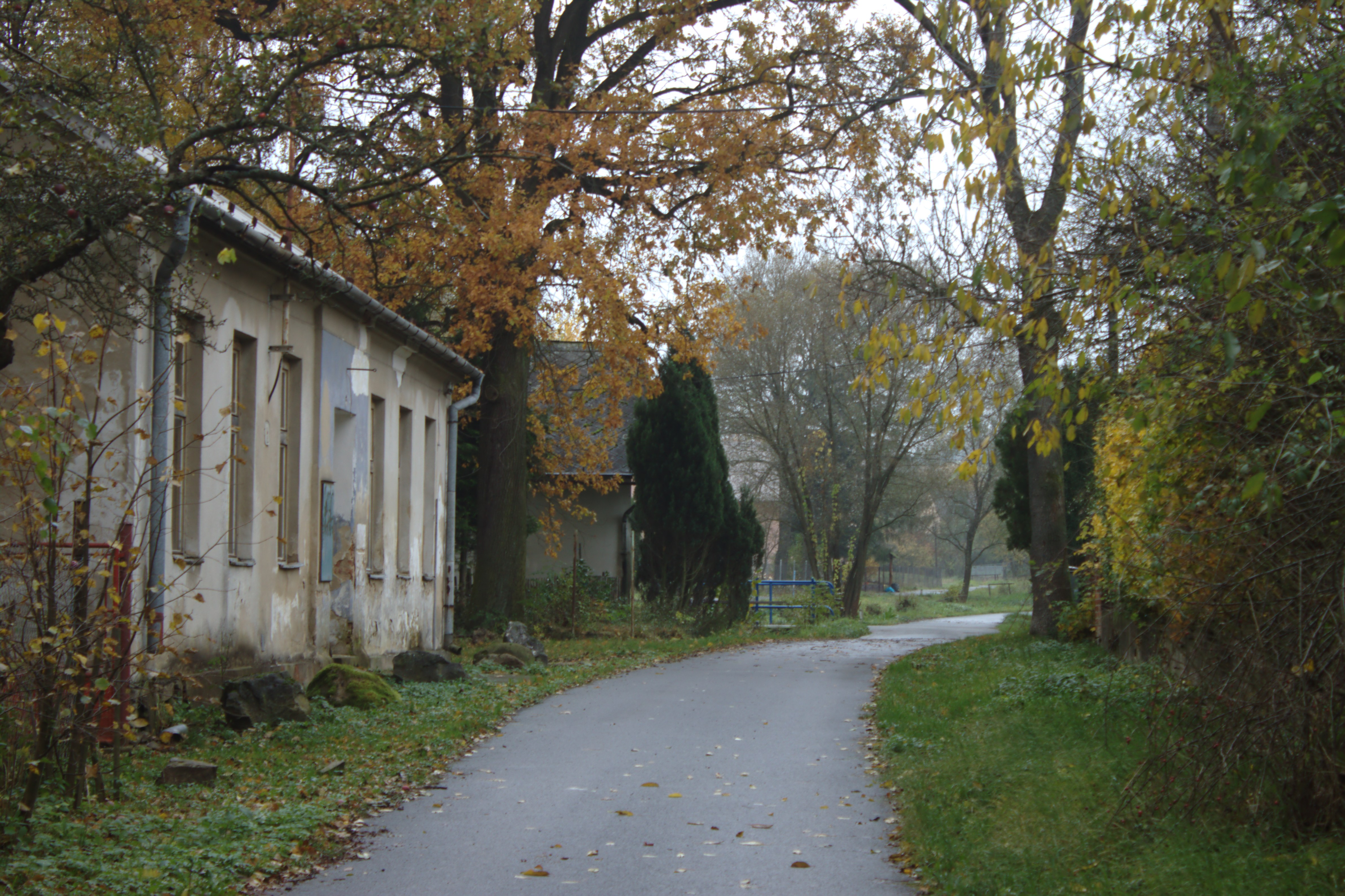
Cesta s bývalou školou
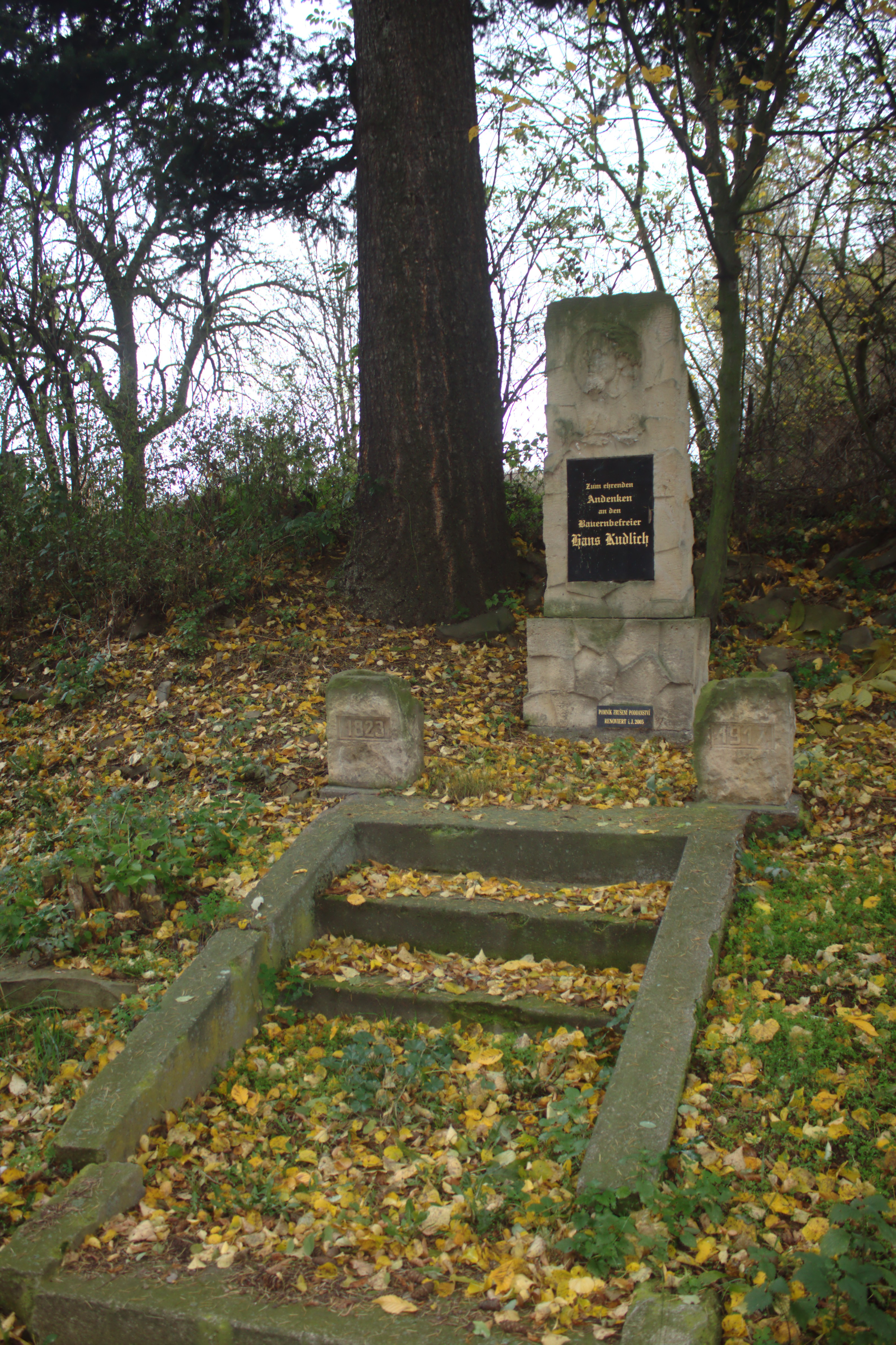
Pomník
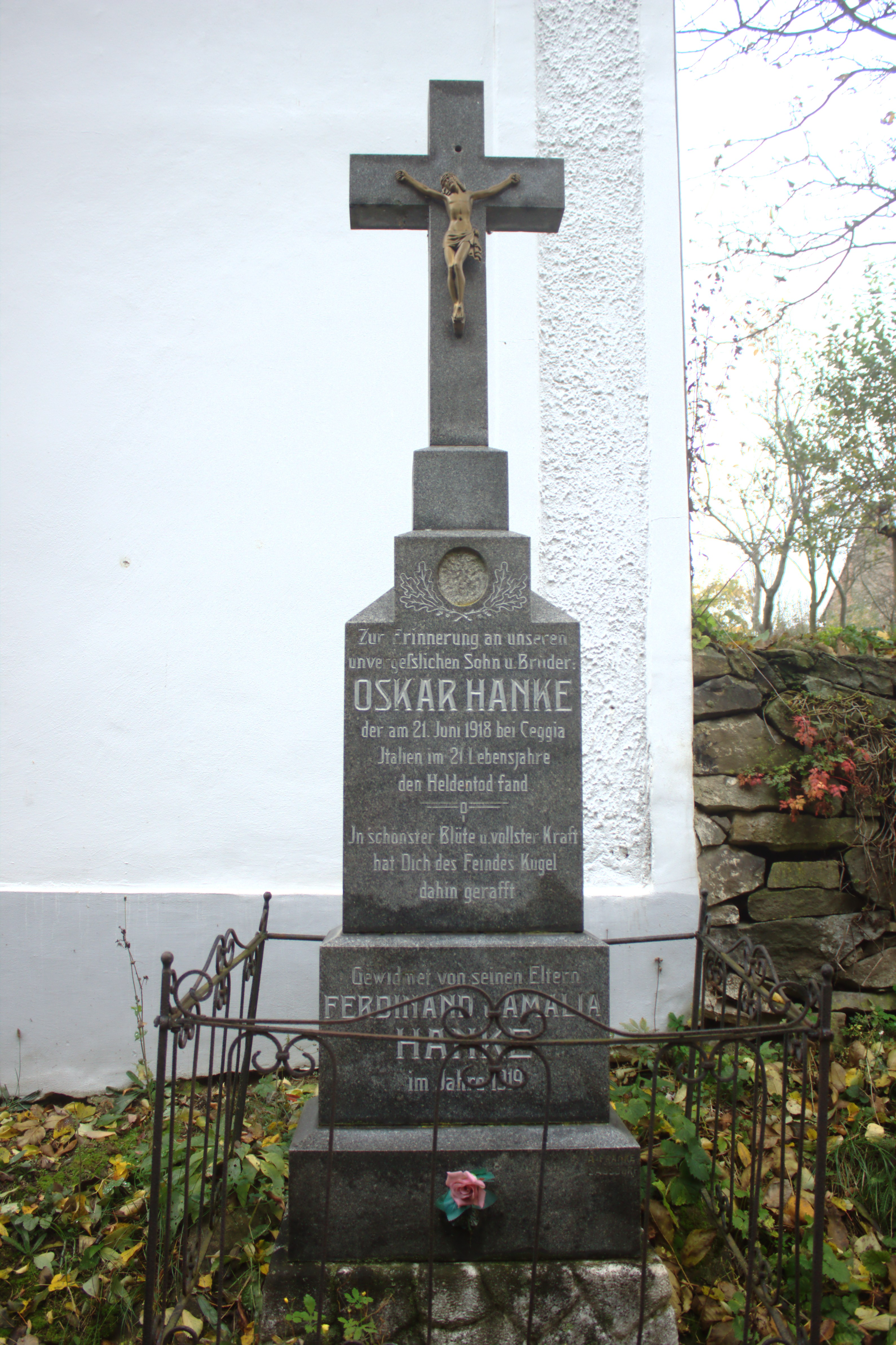
Kříž